# ترناوه
شهر ترناوه (به رومانیایی: Târnăveni) در شهرستان موره در کشور رومانی واقع شده‌است. جمعیت این شهر ۲۹٬۸۲۸ نفر  است.